# Niya He
Niya He (kinesiska: 尼雅河) är ett vattendrag i Kina. Det ligger i den autonoma regionen Xinjiang, i den nordvästra delen av landet, omkring 790 kilometer sydväst om regionhuvudstaden Ürümqi.
Genomsnittlig årsnederbörd är 42 millimeter. Den regnigaste månaden är juni, med i genomsnitt 15 mm nederbörd, och den torraste är april, med 1 mm nederbörd.